# Abington Township (comté de Montgomery, Pennsylvanie)
Pour les articles homonymes, voir Abington Township et Abington.
Abington Township est un township du comté de Montgomery, en Pennsylvanie, aux États-Unis.

## Personnalités
- Steve Waring, chanteur-compositeur-interprète de musique folk, est né à Abington en 1943.
- David Berkoff, double champion olympique de natation en relais, est né à Abington en 1966.
- Bradley Cooper, acteur, producteur, réalisateur et chanteur, est né à Abington en 1975.